# Pitsea
Pitsea è una città di 25 000 abitanti della contea dell'Essex, in Inghilterra.